# Schloss Ammerthal
Das Schloss Ammerthal ist ein Schloss im Ortsteil Oberammerthal der Oberpfälzer Gemeinde Ammerthal im Landkreis Amberg-Sulzbach von Bayern. Es ist als Baudenkmal unter der Denkmalnummer D-3-71-111-1 in der Denkmalliste der Gemeinde Ammerthal eingetragen. „archäologische Befunde des Mittelalters und der frühen Neuzeit im Bereich des ehemaligen Hofmarkschlosses in Oberammerthal, darunter die Spuren von Vorgängerbauten bzw. älterer Bauphasen“ werden zudem als Bodendenkmal unter der Aktennummer D-3-6536-0224 geführt.

## Geschichte
1587/88 erwarb Wolf Haller von Raitenbuch von den Eschenbecks die Hofmarken Oberammerthal und Altammerthal. Er ließ die verwahrloste Burg Ammerthal abreißen und ab 1590 in Oberammerthal ein Renaissanceschloss errichten. 1597 ist hier sein Sohn Kaspar Haller, ebenfalls Regierungsrat bei der pfälzischen Regierung der oberen Pfalz zu Amberg, als Besitzer eingetragen. Kaspar Haller musste als Calvinist Ammerthal verlassen, als in der Oberpfalz, die im Zuge des Dreißigjährigen Krieges an Kurfürst Maximilian I. gefallen war, die Rekatholisierung einsetzte. Er ging mit seinen vier Töchtern in das evangelische Hersbruck ins Exil und verstarb hier 1634.
Das Schloss und die beiden Hofmarken übernahm Hanns Christoph Cronach, der Hallers Tochter Sophie geheiratet hatte. Von 1738 bis 1750 ging der Besitz an Wilhelm von Merz aus Zogenreuth, auch er war Regierungsrat zu Amberg und Offizier im Österreichischen Erbfolgekrieg. Johann Andrä Mertz starb 1754 ohne männlichen Erben und 1750 erwarb Johann Franz Balthasar Freiherr von Grießenbeck von Grießenbach beide Hofmarken. Er ließ das Schloss erneuern und neu möblieren. Da er zumeist in Amberg im Grießenbeckpalais (heute Raseliushaus) lebte und auch noch die Hofmarken Pyrbaum und Sulzbürg bei Neumarkt in der Oberpfalz besaß, ließ er seine Besitzungen zu Ammerthal von dem Regierungsadvocaten Sebastian Ignaz Coscana verwalten. 1780 ging das Schloss an den Sulzbacher Hofkammerrat Christoph Josef Freiherr von Fick über. Er hatte Maria Eleonore von Grießenbeck geheiratet und war Berater der in Sulzbach u. a. im Schloss Franziskaruhe residierenden Pfalzgräfin Maria Franziska von Pfalz-Sulzbach. Als er das Schloss übernahm, sei „das Burglehen ganz dem Umsturz nach gewesen“. In zweiter Ehe heiratete er eine Schmauß von Pullenried. Er verstarb in Ammerthal am 23. Juni 1787 im 53. Lebensjahr. Von 1790 bis 1827 wurde Freiherr von Schmitt, der eine Tochter aus der Fickfamilie geheiratet hatte, Besitzer des Schlosses.
Schloss und Dorf Ammenthal waren dem kurpfälzischen Landgericht Amberg zugeordnet, was aber umstritten blieb. 1832 wurde die Hofmark aufgelöst und das Schloss von einem Pächter bewirtschaftet. Am 31. Mai 1832 verkaufte der letzte Ammerthaler Hofmarksherr Rittmeister von Sturm das Schloss an den Zimmermann Georg Prechtl aus Lengenfelden. Dieser verkaufte es am 13. Juni 1840 an den Bader und Kramer Georg Goßner. Von 1870 bis 1901 ist dessen Sohn Egid Goßner, ebenfalls Bader und Kramer, hier genannt. 1936 folgen auf die Familie Goßner die Familien Lingl, Albersdorfer und Ehbauer. Von Letzteren wurde das Schloss 1971 vorbildlich restauriert.

## Baulichkeit
Das 1590 errichtete Hofmarksschloss besaß in der Anfangszeit wehrhaften Charakter mit einer Ringmauer und heute noch unter dem Dach sichtbaren Schlüsselschießscharten. 1629 wird auch ein Torwächter erwähnt, der in dem sog. „Torwächterhäusl“ wohnte und den bis 1946 bestehenden Torbogen überwachen musste. 1782 ließ Christoph Josef von Fick über dem Schlosseingang drei Marmorwappen anbringen, das obere zeigt das Ammerthaler Amtssiegel, links unten ist das Wappen der Ficks und rechts das Wappen der Grießenbecks.
Das Schloss ist ein hoher zweigeschossiger verputzter Massivbau mit einem Satteldach. Es besitzt an der Nordostecke einen Eckerker sowie Giebeltore und eine Putzbänderung.